# Kirchenpaueriidae
Kirchepaueriidae Stechow, 1921 es una familia de hidrozoos del orden Leptothecata, pertenecientes a la superfamilia Plumularioidea McCrady, 1859.

## Descripción[2]
Las colonias de esta familia pueden ser monosifónicas, es decir, que tienen un único eje principal (hidrocaule), o polisifónicas, que tienen un eje principal que se ramifica (el género Ophinella es una excepción ya que el eje principal es estolonal). El eje principal de la colonia puede estar ramificado o no y puede estar provisto de divisiones segmentadas y repetidas (internodos), o no. Siempre hay una o más apófisis por internodo. El eje principal carece siempre de nematotecas y puede presentar, o no, orificios para los pólipos defensivos (nematóforo). 
Las apófisis que surgen del eje central pueden presentar también estos orificios. De estas apófisis surgen ramificaciones (hidrocladia) que contienen a los pólipos filtradores de agua o hidrantes y que se sitúan, a su vez, en internodos. Algunas especies también presentan internodos sin hidrantes (atecados, en contraposición a los internodos tecados, que poseen hidroteca o porción del perisarco destinada a la protección de los hidrantes).
Los internodos de las ramificaciones carecen siempre de septos verticales. El modelo típico de internodo de la familia Kirchenpaueriidae es el siguiente: una hidroteca y dos nematóforos (solamente uno en Naumovia stepanjants): un nematóforo que surge en la parte media inferior del internodo, bajo la hidroteca, y que puede, o no, presentar nematoteca, y nematóforo en la parte media superior, situado cerca de la abertura hidrotecal.

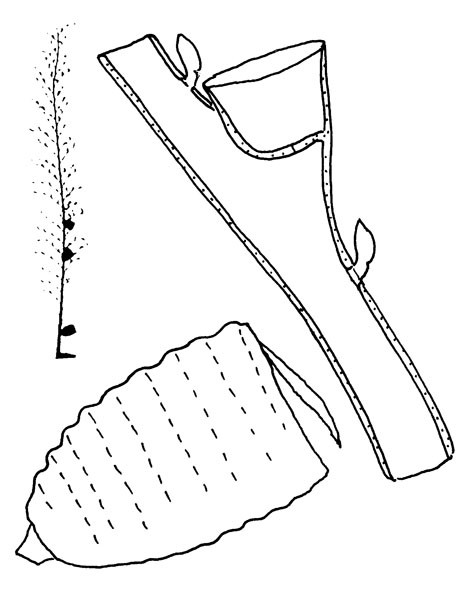
Dibujo esquemático donde se muestra un modelo ideal de la familia Kirchenpaueriidae.

Los pólipos defensivos, en la colonia, pueden surgir a través de agujeros simples en el perisarco, a través de estructuras en forma de "mamelón" (por su forma acuminada) o a través de una perforación protegida por una nematoteca. La hidroteca suele ser de baja altura, de borde regular (a excepción de Halicornopsis) y sin tabiques internos (a excepción de Pycnotheca stechow). Las gonotecas surgen del hidrocaule, de las apófisis o de los internodos, nunca de las hidrorizas. Gonoteca de forma fusiforme, ovalada o cuadradas (en sección transversal). Siempre sin nematotecas que las protejan.

## Géneros
La familia Kirchenpaueriidae cuenta actualmente con diez géneros.
- Halicornopsis Bale, 1882
- Kirchenpaueria Jickeli, 1883
- Ophinella Stechow, 1919
- Oswaldella Stechow, 1919
- Pycnotheca Stechow, 1919
- Wimveria Stepanjants, Svoboda, Peña Cantero & Sheiko, 1998
- Naumovia Stepanjants, Peña Cantero, Sheiko & Svoboda, 1997
- Ophionema Hincks, 1874
- Plumella Stechow, 1920
- Ventromma Stechow, 1923

## Observaciones
Cornelius, en 1995, incluyó en Kirchenpaueriidae cinco géneros (era una subfamilia en su opinión), pero el estudio que realizó no fue demasiado exhaustivo ya que ni siquiera fue capaz de nombrar dichos géneros. S. D. Stepanjants et al. propusieron los siguientes géneros como pertenecientes a dicha subfamilia y elevaron la categoría taxonómica a la de familia: Kirchenpaueria, Oswaldella, Ophinella, Halicornopsis y Pycnotheca. Cornelius consideró el género Ventromma como integrante de la subfamilia Plumulariinae, pero Stepanjants et al. lo consideran como perteneciente a la familia Kirchenpaueriidae dado que las colonias de Ventromma halecioides, una de las tres especies conocidas del género, tiene las características típicas de la familia. En un estudio de filogenia molecular de 2009, la hipótesis de que la familia Kirchenpaueriidae es un grupo monofilético y que esta familia puede clasificarse como independiente, dentro del gran orden de hidrozoos Leptothecata, parece confirmarse.
P. Schuchert considera diez géneros en total dentro de la familia aunque, eventualmente, los géneros Naumovia, Ventroma, Wimveria y Kirchenpaueria, podrían reunirse en un solo género en un futuro dada su similitud morfológica.
Por lo que respecta al número de géneros hay discusión en torno al género Ventromma. El género Ventromma todavía es válido para algunos autores. Sin embargo, la postura mayoritaria de los taxónomos es que, al considerar todas las especies conocidas del género Kirchenpaueria, y su variabilidad, no existe una brecha morfológica suficiente como para considerar Ventromma un género aparte.